# 化学式
化学において、化学式（かがくしき、chemical formula）は、特定の化合物や分子を構成する原子の化学的比率に関する情報を表す方法で、化学元素記号や数字に加え、丸括弧、ダッシュ、角括弧、コンマ、プラス (+) やマイナス (−) 記号などの他の記号も併用される。これらは、印刷上の1行に収まるよう制限されているが、下付き文字や上付き文字を含むこともできる。ただし化学式は、単語を含まないため、化学名ではない。また、化学式が単純な化学構造を示唆することもあるが、完全な化学構造式とは異なる。化学式は、最も単純な分子や化学物質の構造のみを完全に特定できるが、一般的に化学名や構造式よりも表現力は制限されている。
最も単純な化学式は実験式（empirical formulae）と呼ばれるもので、文字と数字を使用して、原子の種類ごとの数値比率を表す。分子式（molecular formulae）は、分子を構成する原子の種類ごとの単純な数を示すもので、構造に関する情報はない。たとえば、グルコースの実験式は CH
2O （水素原子は炭素や酸素の2倍）だが、分子式は C
6H
12O
6 （水素原子12個、炭素と酸素原子6個）である。
化学式が示性式（condensed formula）として記述される場合、原子が化学的に結合する固有の方法（共有結合、イオン結合、またはその組み合わせ）に関する情報の追加によって複雑になることがある。これは、関連する結合が一次元で簡単に表現できるものであれば選択可能である。たとえば、エタノールの示性式は、CH
3–CH
2–OH、または CH
3CH
2OH である。しかし示性式でも、原子間の複雑な結合関係、特に4つ以上の異なる置換基との結合を持つ原子を表現するにはどうしても限界がある。
化学式は元素記号の一行で表現しなければならないため、化合物中の原子どうしの空間的関係をグラフィックで表現した完全な構造式ほど多くの情報量を伝えられないことが多い（たとえば、右のブタンの構造式、化学式の図を参照）。分子の構造の複雑さのため、ある示性式が、異性体と呼ばれる互いに異なる分子に対応することがある。たとえば、グルコースの分子式は C
6H
12O
6 であるが、フルクトース、ガラクトース、マンノースなどの異なる多くの糖類と共通している。複雑な構造を一意に特定できる線形等価化学名も存在するが（化学命名法を参照）、このような名前には、化学式を定義する単純な元素記号、数字、単純な活版印刷用記号だけではなく、多くの用語を使用しなくてはならない。
化学式は、イオン性化合物 (en:英語版) の溶液への溶解など、化学反応やその他の化学転換を記述するために、化学方程式（chemical equations、化学反応式とも）に使用されることがある。上述のように化学式は、構造式のように原子間での化学的結びつきを示すことはできないが、化学反応における原子の数や電荷の数を把握するには十分であり、化学方程式の収支をとることで原子や電荷の保存を含む化学問題で利用することができる。

## 概要
化学式は、化合物を構成する各元素を化学記号で識別し、各元素の原子数の比率を示すものである。実験式の場合、これらの比率は、化合物中の主要な元素から始まって、その元素に対する比率で他の元素の原子数を割り当てる。分子化合物の場合、これらの比率の値はすべて整数で表すことができる。たとえば、エタノールの実験式は C
2H
6O と表記されることがあるが、これはエタノールの分子はすべて2個の炭素原子、6個の水素原子、1個の酸素原子を含んでいるからである。しかし、イオン性化合物の中には、実験式をすべて整数で表現できないものもある。たとえば炭化ホウ素の場合、その式 CB
n は、n が 4-6.5 の間で可変の非正数比である。
化合物が単純な分子で構成されている場合、化学式は分子の構造を示唆する記述法をとることが多い。このような式は、分子式あるいは示性式として広く知られている。分子式は、分子内の原子の数を反映させるために原子数を列挙する。そのため、グルコースの分子式は C
6H
12O
6 となり、実験式の CH
2O とは異なる。しかし、非常に単純な物質を除いて、分子の化学式は必要な構造情報を欠いていて、曖昧となる。
単純な分子の場合、示性式（または半構造式）は、正しい構造を完全に示唆する可能性のある化学式の一つである。たとえば、エタノールは CH
3CH
2OH という示性式で、ジメチルエーテルは CH
3OCH
3 という示性式で表すことができる。この2つの分子は同じ実験式と分子式（C
2H
6O）を持っているが、単純な有機化合物の完全な構造を表すのに十分な示性式が示されることで、分子を区別することができる。
また、示性式はイオン性化合物も表現することができる。イオン性化合物は個別の分子としては存在せず、その内部に共有結合したクラスターを含んでいる。これらの多原子イオンは、たとえば硫酸イオン [SO
4]2-
 のように、全体としてイオン電荷を持つ、共有結合した原子のグループである。化合物中の各多原子イオンは、グループ分けを説明するために個別に表記される。たとえば、六酸化二塩素という化合物は、実験式は ClO
3 、分子式は Cl
2O
6 で表されるが、液体や固体ではイオン示性式 [ClO
2]+
[ClO
4]−
 で表す方がより正確であり、この化合物が [ClO
2]+
イオンと [ClO
4]−
イオンから構成されることを示している。このような場合、示性式は各イオン種の少なくとも1つを示すのに十分な複雑さであればよい。
本記事で説明する化学式は、化学命名法のさまざまな体系で使用されている非常に複雑な化学系統名とは異なるものである。たとえば、グルコースの系統名の一つに、(2R,3S,4R,5R)-2,3,4,5,6-pentahydroxyhexanal がある。この名前はその背景にある規則によって解釈され、グルコースの構造を完全に特定しているが、通常の意味での化学式ではなく、化学式では用いられない用語や単語を使っている。このような名前は、基本式とは違って、グラフィックを使わなくても完全な構造を表すことができる可能性がある。

## 種類

### 実験式
化学では、化学物質の実験式（empirical formula）とは、化合物質に含まれる原子の種類ごとの相対的な数、または元素の比率を簡単に表したものである。化学物質の元素組成を示すことから、元素組成式（compositional formula, nominal composition）、あるいは単に組成式と呼ぶこともある。CaCl
2 のようなイオン性化合物や、SiO
2 のような高分子化合物では、実験式が標準となる。実験式では、異性、構造、原子の絶対数には言及しない。実験（empirical）という用語は、元素分析のプロセスを意味しており、これは純粋な化学物質の元素ごとの相対的な組成を決定するのに使われる分析化学の技術である。
たとえば、ヘキサンは分子式は C
6H
14 で、n-ヘキサン（異性体の一つ）の構造式は CH
3CH
2CH
2CH
2CH
2CH
3 であり、6個の炭素原子と14個の水素原子からなる直鎖構造を持っていることを意味する。しかし、ヘキサンの実験式は C
3H
7 となる。同様に、過酸化水素 H
2O
2 の実験式は単純に HO で、構成元素が 1:1 の比率であることを表している。ホルムアルデヒドと酢酸の実験式は同じ CH
2O である。これは、ホルムアルデヒドの実際の化学式でもあるが、酢酸はこの2倍の原子数を持っている。

### 分子式

イソブタンの構造式
分子式: C4H10
示性式: (CH3)3CH

分子式（molecular formula）は、分子性物質の1分子に含まれる原子の種類ごとの数を簡単に示したものである。これは、特定の種類の原子を1つだけ持ち、それ以外はより大きな数を持つ分子の実験式と同じである。たとえば、グルコースの場合、実験式は CH
2O （比率 1:2:1）であるが、これに対し、分子式は C
6H
12O
6 （原子数 6:12:6）で相違している。水の場合はどちらの式も H
2O となる。分子式は実験式よりも分子に関する情報をより多く提供しているが、確証にはより困難さを伴う。
分子式は分子に含まれる元素の数を示し、それが二元化合物（異なる2種類の元素を含む）か、三元化合物か、四元化合物か、さらに多くの元素を持つかどうかを決定する。

### 構造式
構造式（こうぞうしき、structural formula）は、各分子の原子数を示すだけでなく、原子が分子をどのように構成しているか表現するとともに、原子間の化学結合を示す（または暗示する）ものである。構造式は通常、平面上に構造のトポロジー的な関係だけを表現し、実際の構造を反映するものではない。構造式には、分子構造のさまざまな側面に着目した、いくつかの種類がある。右に掲載したブタンの2つの図は、同じ分子式 C
4H
10 でありながら構造式が異なる構造異性体である2つの分子を区別して示している。
分子の連結性 は、しばしばその物理的性質、化学的性質、挙動に強い影響を与える。同じ数、同じ種類の原子から構成される2つの分子（つまり一対の異性体）は、原子の結合が異なったり結合の位置が異なったりすると、化学的および物理的に全く異なる性質を持つことがある。このような場合、どの原子がどの原子に結合しているかを示す構造式が役に立つ。また、連結性から、おおよその分子の形状を推定できることも多い。

### 示性式
示性式（しせいしき、condensed formula、または半構造式（semi-structural formula））は、図版の使用が非常に制限されていた有機化学の初期の出版物で、有機構造を一行で記述する活版印刷上の体系として登場した。示性式は、単純な化学物質の結合の種類と空間的配置を表すことができるが、必ずしも異性体や複雑な構造を特定できるわけではない。
たとえば、エタンは単結合した2個の炭素原子から構成され、各炭素原子には3個の水素原子が結合していて、化学式は CH
3CH
3 と表わされる。エチレンでは、炭素原子間に二重結合があるため（つまり各炭素は2個の水素しか持たない）化学式は CH
2CH
2 と表される。炭素間に二重結合があることは、炭素の原子価は4であることから暗黙的に示されている。しかし、より明示的な記述は H
2C=CH
2 であり、あまり一般的ではないが H
2C::CH
2 と記述することもある。2本の線（または2対の点）は、その両隣の原子を二重結合で連結していることを示す。三重結合は3本の線 HC≡CH または3対の点（HC:::CH）で表すことがあり、曖昧な場合は、単結合を1本の線または1対の点で示すことがある。
同じ官能基を複数持つ分子は、繰り返される基を丸括弧で囲んで表現することができる。たとえば、イソブタンは (CH
3)
3CH と表すことがある。この示性式は、同じ原子を同じ割合で使ってできる他の分子（異性体）とは異なる連結性を意味している。この (CH
3)
3CH という式は、中心の炭素原子が、1個の水素原子と3個のメチル基（CH
3）に接続していることを意味する。各元素の同数の原子（水素10個、炭素4個、つまり C
4H
10）があれば、直鎖分子である n-ブタン（ CH
3CH
2CH
2CH
3 ）を作ることができる。

## 一定組成の法則
どのような化合物でも、元素は常に同じ割合で互いに結合している。これが一定組成の法則（定比例の法則とも呼ぶ）である。一定組成の法則とは、どんな化合物でも、その化合物のすべてのサンプルは、同じ元素が同じ割合（または比率）で構成されるというものである。たとえば、どの水分子でも、かならず2個の水素原子と1個の酸素原子から 2:1 の割合で構成されている。水の分子に含まれる酸素と水素の相対的な質量を見ると、水分子の質量の94%が酸素が占め、残りの6%が水素の質量であることがわかる。この質量比は、どの水分子でも同じである。

### 化学式の制約に対する化学命名法
ブタ-2-エン（but-2-ene）というアルケンには、化学式 CH
3CH=CHCH
3 では識別できない2つの異性体がある。2つのメチル基の相対的な位置を示すためには表記を追加して、メチル基が二重結合の同じ側（cis または Z）にあるか、反対側（trans または E）にあるかを示す必要がある。
上述のように、多くの複雑な有機および無機化合物の完全な構造式を表現するためには、単純な示性式で利用できる手段をはるかに超える化学命名法を必要とする場合がある。その例については、IUPAC有機化学命名法（IUPAC nomenclature of organic chemistry）および、IUPAC無機化学命名法2005（IUPAC nomenclature of inorganic chemistry 2005）を参照のこと。また、国際化学識別子（InChI）のような線形命名システムによって、コンピュータで構造式を構築することができ、簡易分子入力ライン入力システム（SMILES）では、人間がより理解しやすいASCII入力ができる。しかし、これらの命名体系はいずれも化学式の基準を超えており、厳密にいえば式体系ではなく命名法である。

### ポリマーの示性式
ポリマーの示性式は、繰り返し単位を括弧で囲んでいる。たとえば、CH
3(CH
2)
50CH
3 と表記される炭化水素分子は、50個の繰り返し単位を持つ分子である。繰り返し単位の数が不明または可変である場合、文字 n を使用してその式 CH
3(CH
2)
nCH
3 を示すことができる。

### イオンの示性式
イオンの場合、特定の原子の電荷を、右側の上付き文字で表わすことができる。たとえば、 Na+
 や Cu2+ である。また、ヒドロニウム H
3O+
 や硫酸イオン SO2−
4 のように、荷電分子や多原子イオンの総電荷もこの方法で表すことができる。ここでは、+1 や -1 の代わりに + と - が使用されている。
より複雑なイオンの場合、イオン式（イオンしき、ionic formula）を角括弧 [ ] で囲むことがよくあり、ドデカホウ酸セシウム Cs
2[B
12H
12] などの化合物で [B
12H
12]2− のように見られる。ヘキサアンミンコバルト(III)塩化物 [Co(NH
3)
6]3+Cl−
3 のように、繰り返し単位を示すために、丸括弧 ( ) を括弧内に入れ子にすることもできる。ここで、 (NH
3)
6 はコバルトに結合した6個のアンミン基(NH
3) を含むことを示し、[ ] は電荷 +3 のイオン式全体を囲んでいる。
こうした表記は厳密には任意である。化学式はイオン化情報の有無にかかわらず有効であり、ヘキサアミンコバルト(III)塩化物は [Co(NH
3)
6]3+Cl−
3 または [Co(NH
3)
6]Cl
3 と表すことができる。角括弧は丸括弧と同様に、数学と同じように化学でも用語をまとめる役割をもつが、特にイオン化状態だけに使われるものではない。後者の場合、角括弧は、全て同じ形状の6つの基が別の1つの基（コバルト原子）に結合し、さらにその一群が1つの基として3つの塩素原子に結合していることを示してる。前者の場合、塩素をつなぐ結合が共有結合ではなく、イオン結合であることが明確になる。

## 同位体
通常、元素は天然組成比の同位体混合物を意味している。同位体は核化学や安定同位体化学に関連するが、化学式では異なる同位体を明示するために、左上付き文字で質量数を示すことがある。たとえば、放射性リン32を含むリン酸イオンは [32
PO
4]3-
 である。また、安定同位体比に関わる研究では、18
O16
O という分子を使うこともある。
左側の下付き文字は、原子番号を示すために重複して使用されることがある。たとえば、
8O
2 は二酸素を、 16
8O2 は二酸素の最も豊富な同位体種を表す。これは、核反応式を書くときに、電荷の収支をより明確に示すために便利である。
重水素や三重水素では、それぞれの頭文字をとって D や T と表すことがある。

## 内包原子

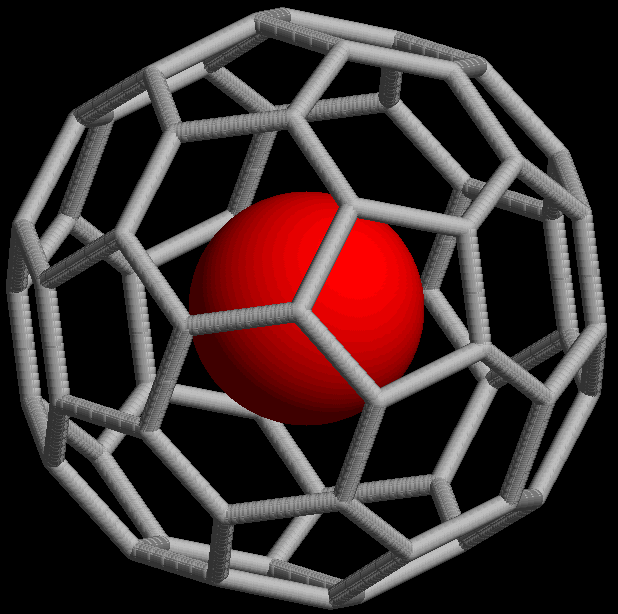
バックミンスターフラーレンの三次元表現
従来の式：MC60
@表記：M@C60

@記号（アットマーク）は、ケージ内に閉じ込められているが、化学的に結合していない原子や分子を示す。たとえば、原子 M を持つバックミンスターフラーレン（C
60）は、M が化学結合せずにフラーレン内に捕捉されているか、炭素原子の1つと結合してフラーレン外にあるかに関わらず、単純に MC
60 と表記される。＠記号を使用すると、M が炭素ネットワークの内側にある場合は M@C
60 と表記される。フラーレン以外の例としては、 [As@Ni
12As
20]3− があげられる。このイオンは、1個のヒ素原子（As）が、他の32個の原子によって形成されたケージ内に閉じ込められている。
この表記法は、1991年に提案されたもので、Laなどの原子を閉じ込めて La@C
60 や La@C
82 を形成するフラーレンケージ（内包フラーレン）が発見されたことに伴うものである。この記号を選んだ理由について著者らは、印刷や電子送信が容易であること、視覚的に内包フラーレンの構造を示唆するものであると説明している。

## 不定比化学式
化学式では通常、各元素の数を整数で表記する。しかし、小さな整数では表せない不定比化合物（または非化学量論的化合物）と呼ばれる種類の化合物が存在する。このような式は、Fe
0.95O のように小数で表されることもあれば、Fe
1-xO のように文字による可変部を含むこともある。

## 有機化合物の一般式
一定の単位で互いに異なる一連の化合物を表す化学式を、一般式（general formula）と呼ぶ。これは、同族列の化学式を生成する。たとえば、アルコールは C
nH
2n + 1OH (n ≥  1) という一般式で表すことができ、1 ≤ n ≤ 3 でメタノール、エタノール、プロパノールという同族体を得ることができる。
また、任意の金属元素を示す M やハロゲン元素を示す X など、元素記号を一般化して表すこともある。

## ヒルシステム
ヒルシステム（Hill system、またはヒル表記法（Hill notation））は、実験式、分子化学式、示性式の構成元素の表記方法であり、分子内の炭素原子の数を最初に表し、次に水素原子の数を表し、その後に他のすべての化学元素の数を元素記号のアルファベット順に記述する。炭素が式に含まれない場合は、水素を含むすべての元素をアルファベット順に列挙する。
このような規則に従って化学式を各元素の原子数によって並べ替え、前の元素や数値の違いは後の元素や数値の違いよりも重要なものとして扱うことで、テキスト文字列を辞書順に並べるのと同様に、化学式をヒルシステム順序（Hill system order）と呼ばれるものに対照 (en:英語版) することができる。
ヒルシステムは、1900年に、米国特許商標庁の Edwin A. Hill が発表したものである。これは、化学データベースや印刷された索引で化合物のリストを分類するために、最もよく使われる方式である。
ヒルシステム順序による式の一覧では、上記のようにアルファベット順に配列され、記号が同じ文字で始まる場合は、1文字の元素が2文字の元素よりも前に来るようになっている（つまり「B」は「Be」の前に、「Be」は「Br」の前に来る）。
次に例を示す式の配列はヒルシステムを使用して書かれ、ヒルシステム順序に並んでいる。
- BrI
- BrClH2Si
- CCl4
- CH3I
- C2H5Br
- H2O4S

### 注記
1. ↑  示性分子式（condensed molecular formula）や半構造式（semi-structural formula）とも呼ばれることもある
2. ↑  ＠記号は、現代使われている大半の文字符号化方式の基礎をなすASCIIに含まれている